# Damian Cronin
Pour l’article homonyme, voir Cronin.
Pas d'image ? Cliquez ici

a Compétitions nationales et continentales officielles uniquement.

b Matchs officiels uniquement.
Dernière mise à jour le 2 février 2024.
Damian Cronin, est né le 17 avril 1963 à Wegberg (Allemagne). C’est un joueur de rugby à XV qui a joué avec l'équipe d'Écosse, évoluant au poste de deuxième ligne. 

## Carrière

### En club
Damian Cronin joue d'abord avec les clubs anglais de Bath et des London Scottish.
Il dispute ensuite une saison en France avec le club de Bourges en 1994-1995.
Lorsque le rugby devient professionnel, il rejoint les Wasps, avec qui il termine sa carrière en 1998.

### En équipe nationale
Damian Cronin dispute son premier test match le 16 janvier 1988 contre l'équipe d'Irlande, et son dernier test match le 22 mars 1998 contre l'équipe d'Angleterre.
Cronin dispute un match de la Coupe du monde 1991 et trois matchs de la Coupe du monde 1995. 
Il joue aussi avec les Lions britanniques en 1989. 

## Palmarès
- 45 sélections en équipe nationale (+ 3 non officielles)
- Sélections par années : 5 en 1988, 6 en 1989, 6 en 1990, 6 en 1991, 1 en 1992, 5 en 1993, 8 en 1995, 4 en 1996, 1 en 1997, 4 en 1998
- Tournois des Cinq Nations disputés: 1988, 1989, 1990, 1991, 1993, 1995, 1997, 1998
- Grand Chelem en 1990 avec l'Écosse